# Химн на Непал
„Ние сме стотици цветя“ е националният химн на Непал. Той е официално приет като химн на 3 август 2007 г., на церемония в конферентната зала на Националната комисия по планиране в Сингха Дърбар от говорителя на временния парламент г-н Субаш Чандра Немуанг.

## Текст

### Оригинален текст
समुद्र के लिए करें, एउटै माला नेपाली
सार्वभौम भै फैलिएका, मेची-महाकाली. (2)
प्रकृतिका कोटी-कोटी सम्पदाको आंचल
वीरहरूका रगतले, स्वतन्त्र र अटल.
ज्ञानभूमि, शान्तिभूमि तराई, पहाड, हिमाल
अखण्ड यो प्यारो हाम्रो मातृभूमि नेपाल.
बहुल जाति, भाषा, धर्म, संस्कृति छन् विशाल
अग्रगामी राष्ट्र हाम्रो, जय जय नेपाल

### Превод на български
Изтъкани от стотици цветя, ние сме един венец, който е непалски
Разпръснете суверен от Мечи до Махакали
Шала от богатството на природата безкрайно
От кръвта на момчетата, една нация свободна и неподвижна
Земя на познание, на мир, равнини, хълмове и високи планини
Неразличима, тази нашата любима земя, нашата родина Непал
От много раси, езици, религии и култури с невероятно разрастване
Тази прогресивна нация, всички поздравяваме Непал!